# Suranne Jones
Pour les articles homonymes, voir Jones.
Suranne Jones est une actrice et productrice britannique, née le 27 août 1978. Elle est connue notamment pour son rôle de Ruth Slater dans la série dramatique Unforgiven, de Rachel Bailey dans la série télévisée Scott & Bailey, de Gemma Foster dans la mini-série Doctor Foster et plus récemment pour le rôle de Anne Lister dans la série Gentleman Jack.

## Biographie

### Jeunesse
Sarah Anne Jones est née à Chadderton, elle est la fille de Chris Jones, ingénieur et Jenny Jones, secrétaire. Elle a aussi un frère plus âgé nommé Gary.
Sa famille est catholique. Elle souffre de "carpophobie" (peur des poignets/veines) qu'elle croit peut être développée à partir de la visualisation d'images de la crucifixion du Christ.
Elle étudie au "Cardinal Langley Roman Catholic High School" et devient membre de l'Atelier de théâtre Oldham où elle se lie d'amitié à Antony Cotton qui interprète de rôle de Sean Tully dans la série Coronation Street. Elle a ensuite obtenu un diplôme national BTEC en arts du spectacle.

### Vie privée
Elle est mariée depuis 2015 à Laurence Akers, rédacteur en chef d'un magazine. Ils accueillent leur premier enfant, un garçon en 2016.
Elle a soutenu divers organismes de bienfaisance. Lorsqu'elle était adolescente, sa mère Jenny a été diagnostiquée avec le cancer du sein.
Elle a également travaillé avec Christian Aid, a voyagé en Sierra Leone et en République démocratique du Congo (ce dernier accompagné de Sally Lindsay), a contribué à des projets concernant le VIH, les droits des femmes et des enfants soldats. Sur le plan politique, Jones se décrit comme un partisan du Parti travailliste ; en 2012 elle a exprimé des doutes sur le chef Ed Miliband.

## Carrière

### Débuts
Elle joue son premier rôle à l'âge de huit ans et débute officiellement à seize ans. Elle utilise comme prénom de scène Suranne, le nom de son arrière-grand-mère car son prénom de naissance était déjà pris.
Elle commence au théâtre et sa carrière à la télévision en avril 1997 avec son petit rôle dans la série Coronation Street où elle joue Mandy Phillips une petite amie de Chris Collins, interprété par Matthew Marsden. Elle a ensuite participé à une publicité pour Maltesers. Elle apparait dans des séries telles que City Central et My Wonderful Life.
Elle est auditionnée pour le rôle de Charity Dingle du feuilleton Emmerdale, obtenu par l'actrice Emma Atkins. Pour celui de Geena Gregory dans la série Coronation Street, elle sentait que Jennifer James décrocherait le rôle, en voyant ses auditions.
En 2000, peu après cet essai, elle est contactée par les patrons de Coronation Street, qui lui offrent le rôle de Karen Phillips, qui va devenir Karen McDonald après son mariage. L'épisode qui met en avant Suranne Jones réunit 16,3 millions de téléspectateurs ; elle suscite alors l'attention du public. En mai 2004, il est annoncé que Suranne doit quitter la série après avoir joué Karen McDonald durant quatre années. Elle décrit ce travail de feuilleton comme "épuisant", en remarquant : «Je vivais et je respirais Karen McDonald».

### Années 2005-2010
Jones déclare qu'après son départ de Coronation Street elle a été contactée pour des programmes de télé-réalité, qu'elle a déclinés. 
À l'automne 2005, Jones joue dans la série policière dramatique Vincent sur ITV, avec Ray Winstone dans le rôle-titre. La même année, elle est au théâtre aux côtés de John Barrowman et de Rob Lowe dans A Few Good Men. Ce rôle lui a valu le "Prix des amateurs de théâtre pour la meilleure actrice secondaire". Elle est également apparue dans le téléfilm Celebrate Oliver! projeté par BBC1.
En 2006, elle interprète le rôle de Blanche-Neige dans la pantomime de Blanche-Neige et les sept nains à l'Opéra de Manchester aux côtés de Justin Moorhouse et de l'acteur de Coronation Street John Savident (en). Elle apparait également dans la série Strictly Confidential dans le rôle de Kay Mellor. En 2007, elle joue dans Dead Clever, une comédie dramatique située dans le Yorkshire et à Londres avec Helen Baxendale et Dean Lennox Kelly sur ITV1.
En automne 2007, Jones entreprend une tournée nationale pour le film Terms of Endearment, dans le rôle d'Emma, en face de Linda Gray et John Bowe. En 2008, elle est Martha dans la série médicale Harley Street sur ITV. Son jeu d'acteur a attiré des critiques négatives et le programme reçoit des notes médiocres des spectateurs. En janvier 2009, elle apparait dans la série Unforgiven, où elle joue Ruth Slater, une femme libérée de prison après avoir purgé une peine de quinze années pour avoir assassiné deux policiers. Elle reçoit des critiques favorables pour son interprétation.
En novembre 2009, elle apparait dans l'épisode en deux parties "Mona Lisa's Revenge" de la série The Sarah Jane Adventures, puis en décembre 2016, elle participe à la production de la Manchester Royal Exchange of Blithe Spirit, par Noël Coward, qui a duré jusqu'à la fin de janvier 2010. En mars 2010 Suranne interprète le premier rôle féminin, Laurie Franklin dans Cinq Jours, une suite déconnectée de la série de 2007 du même nom. Plus tard, elle incarne Sarah dans Single Father sur BBC1, aux côtés de David Tennant.

### Années 2011-2025
En mai 2011, Jones joue le rôle d'Idris dans l'épisode de Doctor Who "The Doctor's Wife". Plus tard, elle interprète Rachel Bailey dans la série télévisée Scott & Bailey avec Lesley Sharp qui joue Janet Scott. Scott & Bailey revient en 2012 pour une nouvelle saison. En juillet 2011, Jones participe à la production du Théâtre Minerva de Top Girls de Caryl Churchill, qui retrace la carrière de Marlene, une femme vivant en Grande-Bretagne à l'époque de Thatcher. Michael Billington, critique pour The Guardian, a fait remarquer que "Suranne Jones capte excellemment les regrets cachés de Marlene".
En août 2011, il a été annoncé que Jones serait la vedette aux côtés de John Hannah d'un drame policier écrit par Charlie Brooker et Daniel Maier intitulé Close Case : Affaires closes. Le programme est diffusé en août 2012 sur Sky1. En mars 2012, Suranne commence le tournage de The Secret of Crickley Hall, une adaptation du roman à succès de 2006, Le Secret de Crickley Hall. Elle joue le rôle principal d'Eve Caleigh.
En août 2013, Jones joue aux côtés d'Hermione Norris et Oona Chaplin dans The Field Crimson, un drame de BBC situé dans un hôpital de campagne en France pendant la première guerre mondiale.
En février 2014, elle se trouve dans l'adaptation scénique de Sarah Ruhl, du roman Orlando de Virginia Woolf au Royal Exchange Theatre à Manchester. Le jeu a reçu des critiques généralement positives, celui de Jones étant décrit comme «superbe» par Matt Trueman dans The Guardian.
En septembre 2015, elle interprète le rôle de Gemma Foster dans la mini-série de BBC One, Doctor Foster. Le programme obtient un succès critique, avec le magazine Radio Times notamment, qui place Docteur Foster deuxième dans une liste des quarante meilleures émissions de télévision de 2015. Pour son jeu,  elle a reçu de nombreux prix.
Entre 2019 et 2022, elle interprète le rôle d'Anne Lister dans la série Gentleman Jack.
En 2021 et 2023, elle interprète l'un des personnages principaux de la série policière Vigil. Cette série recueille un franc succès[réf. souhaitée].

## Filmographie

### Cinéma

#### Longs métrages
- 2009 : Love and a Long Shot de Vince Duvall : Sarah
- 2013 : Beautiful Thing de Robert Delamere : Sandra
- 2015 : A Christmas Star de Richard Elson : Mlle Darcy

#### Courts métrages
- 2004 : Punch d'Andy Frith : Judy
- 2018 : Gone de Laurence Akers : Karen

### Télévision

#### Séries télévisées
- 1997 / 2000 - 2004 : Coronation Street : Mandy Phillips / Karen McDonald / Karen Phillips
- 1998 : City Central : Emma
- 2005 - 2006 : Vincent : Beth
- 2006 : Strictly Confidential : Linda Nelson
- 2008 : Harley Street : Dr Martha Elliot
- 2009 : The Sarah Jane Adventures : La Joconde
- 2009 : Unforgiven : Ruth Slater
- 2010 : Five Days : Laurie Franklin
- 2010 : Single Father : Sarah
- 2011 : Doctor Who : Idris
- 2011 - 2016 : Scott & Bailey : Rachel Bailey
- 2012 : The Secret of Crickley Hall : Eve Caleigh
- 2012 - 2014 : Close Case : Affaires closes (A Touch of Cloth) : DI Anne Oldman
- 2014 : The Crimson Field : Sœur Joan Livesey
- 2015 - 2017 : Docteur Foster (Doctor Foster) : Dr Gemma Foster
- 2016 : The Life of Rock with Brian Pern : Astrid Maddox Pern
- 2018 : La Foire aux vanités (Vanity Fair) : Miss Pinkerton
- 2018 - 2022 : Save Me : Claire McGory
- 2019 - 2022 : Gentleman Jack : Anne Lister
- 2021 : Vigil saison 1 : Amy Silva
- 2021 : I Am... : Victoria
- 2023 : Vigil saison 2 : Amy Silva.

#### Téléfilms
- 2007 : Dead Clever : The Life and Crimes of Julie Bottomley de Dearbhla Walsh : Julie Bottomley
- 2022 : Christmas Carole d'Ian Fitzgibbon : Carole

## Récompenses
| Années    | Programme         | Prix                                                   | Catégorie                                  | Résultat   |
| --------- | ----------------- | ------------------------------------------------------ | ------------------------------------------ | ---------- |
| 2003      | Coronation Street | National Television Award                              | Actrice la plus populaire                  | Nomination |
| 2004-2005 | Coronation Street | British Soap Award                                     | Meilleure actrice                          | Gagnante   |
| 2004-2005 | Coronation Street | National Television Award                              | Actrice la plus populaire                  | Gagnante   |
| 2004-2005 | Coronation Street | British Soap Award                                     | Meilleure actrice                          | Gagnante   |
| 2005      | A Few Good Men    | Theatregoers' Choice Award                             | Meilleure actrice dans un second rôle      | Gagnante   |
| 2009      | Unforgiven        | Royal Television Society Award                         | Meilleure actrice                          | Nomination |
| 2009      | Unforgiven        | South Bank Show Award for The Times Breakthrough Award |                                            | Nomination |
| 2010      | Cinq jours        | National Television Award                              | Performance exceptionnelle dans un drame   | Nomination |
| 2010      | Cinq jours        | TV Choice Award                                        | Meilleure actrice                          | Nomination |
| 2011-2014 | Scott & Bailey    | Royal Television Society                               | Meilleure performance dans une série drame | Gagnante   |
| 2011-2014 | Scott & Bailey    | National Television Award                              | Meilleure performance féminine dramatique  | Nomination |
| 2011-2014 | Scott & Bailey    | National Television Award                              | Meilleure performance féminine dramatique  | Nomination |
| 2011-2014 | Scott & Bailey    | National Television Award                              | Meilleur détective télé                    | Nomination |
| 2013      | Beautiful Thing   | WhatsOnStage Award                                     | Meilleure actrice                          | Nomination |
| 2016      | Doctor Foster     | BAFTA TV Award                                         | Meilleure actrice                          | Gagnante   |
| 2016      | Doctor Foster     | Broadcasting Press Guild Award                         | Meilleure actrice                          | Gagnante   |
| 2016      | Doctor Foster     | National Television Award                              | Meilleure performance dramatique           | Gagnante   |
| 2016      | Doctor Foster     | Royal Television Society                               | Meilleure actrice                          | Gagnante   |
| 2016      | Doctor Foster     | TV Choice Award                                        | Meilleure actrice                          |            |

## Liens Externes
- Notices d'autorité :   - VIAF
  - ISNI
  - IdRef
  - LCCN
  - Pays-Bas
  - Norvège
  - WorldCat
- Ressources relatives à l'audiovisuel :   - AllMovie
  - Allociné
  - IMDb
- Ressource relative à la musique :   - Discogs
- (en) Suranne Jones sur christianaid.org